# حكومة حماس 2007
كانت حكومة حماس في يونيو/حزيران 2007 بقيادة إسماعيل هنية من حماس، هي حكومة الأمر الواقع في قطاع غزة بعد نزاع فلسطيني شرس بين الفصائل الفلسطينية في قطاع غزة، حيث قامت حماس بإقصاء فتح من قطاع غزة.

## خلفية تشكيل الحكومة
عُقدت الانتخابات التشريعية الفلسطينية سنة 2006 وكانت النتيجة 74 مقعدا لحركة حماس و45 مقعدا لحركة فتح من المقاعد الـ132، وشكلت حركة حماس في 28 مارس 2006 أول حكومة بعد الإنتخابات التشريعية الفلسطينية الثانية.

## خلفية حل الحكومة
نشأت أزمات سياسية ارتبطت بعراقيل داخلية وخارجية للانتقال السلمي للسلطة، وقوبلت الحكومة الجديدة بحصار إسرائيلي مشدد عرقل عملها، وبمحاولات داخلية للإطاحة بها من خلال سحب كثير من صلاحياتها -منها الأجهزة الأمنية والإعلامية- وإحداث القلاقل الداخلية؛
 أدت بالنتيجة لإقتتال غزة في يونيو 2007 قتل فيه أكثر من 700 فلسطيني،[بحاجة لمصدر] وبالتالي قام الرئيس الفلسطيني باصدار قرار باقاله الحكومة يوم 14 يونيو 2007، وتشكيل حكومة في الضفة الغربية المحتلة من دون نيل الثقة من المجلس التشريعي حسب لوائح القانون الفلسطيني. وقد علق الرئيس الفلسطيني محمود عباس بعض المواد من القانون الأساسي.

## تداعيات
من جهته اعتبر رئيس الوزراء المقال إسماعيل هنية الحكومة الفلسطينية في الضفة الغربية غير شرعية، لانها جاءت بقرارات مدعومة من الاحتلال الإسرائيلي والغرب الذي رفض نتائج الانتخابات الفلسطينية 2006. وفي سبتمبر 2012، عدل إسماعيل هنية على حكومته وأُطلق عليها الحكومة الفلسطينية غزة عام 2012.
تعرض قطاع غزة لحصار إسرائيلي شديد مستمر حتى الآن وشنت إسرائيل حرب عام 2008 وحرب ثانية عام 2012 وحرب ثالثة عام 2014 واشتباكات غزة وإسرائيل عام 2018 واشتباكات غزة وإسرائيل عام 2019 واشتباكات غزة وإسرائيل عام 2020 واشتباكات غزة وإسرائيل عام 2022 والحرب الفلسطينية الإسرائيلية عام 2023 على غزة لاسقاط حماس في غزة.